# Kostel svatého Vavřince (Černčice)
Kostel svatého Vavřince v Černčicích je jednolodní sakrální stavba s hranolovou věží při jižní straně lodi, tvořící pohledovou dominantu obce a východního Lounska. Je chráněn jako kulturní památka České republiky.

## Historie a stavební vývoj
Starší literatura považovala kostel za původně o románskou tribunovou svatyni ze 2. poloviny 12. století (věž a část zdí lodi). Nejnovější stavební průzkum však dataci kostela posunuje o sto let blíže k současnosti na přelom druhé a třetí třetiny 13. století. Typicky románské prvky vykazují špaletová okna věže a její přízemí sklenuté bezžebernou křížovou klenbou. část zdiva lodi a věže. Románské zdivo složené z pískovcových kvádříků je patrné rovněž na východní třetině severní strany lodi. Někdy v 16. století byla loď prodloužena a rozměrově postavena do dnešní podoby. Další stavební úpravy jsou doložené až v roce 1716, kdy byla opravena věž a zavěšen stávající zvon. V roce 1792 poškodil kostel požár. Po něm byl v roce 1795 postavený současný presbytář a dva roky nato sakristie. V roce 2010 byl rekonstruován interiér i exteriér kostela.
První písemná zmínka o kostele pochází z roku 1369, kdy kostel odváděl 15 grošů ročně papežského desátku. Z dalších let je známo několik jmen farářů. V roce 1380 měli podací právo ke kostelu vladykové sídlící na Peruci. Fara zanikla za husitských válek a nebyla už obnovena. Kostel postupně spadal do lounské, chožovské a od roku 1717 do oborské farnosti.

## Architektura

### Exteriér
Kostel je pozdně barokní, orientovaný, obdélný, jednolodní, s polokruhovitě zakončeným presbytářem s obdélnou sakristií po jižní straně a s hranolovou věží po jižní straně lodi. Boční fasády jsou hladké, s polokruhově zakončenými okny. Na severní straně je segmentově zakončený portál. Závěr kostel je poloválcový a člení jej okna. Hranolová románská věž je z řádkového zdiva s mohutnými opěráky z 18. století v nárožích. V přízemí jsou střílnová a v patře obdélná okna. Západní průčelí je hladké. Má malou předsíň, dva nárožní na koso postavené opěráky a barokní štít s volutami a trojúhelníkovým nástavcem. Na severním opěráku je štítek s figurálním otlučeným reliéfem.

### Interiér
Presbytář má valenou klenbu se dvěma lunetami. Závěr kostela má v klenbě pás valené klenby a konchu s lunetou v ose. Na stěně závěru je malovaná iluzívní drapérie a sloupky, na bočích stěnách presbytáře malované pilastry, sloupky a tapeta. Triumfální oblouk je polokruhový. Loď je kryta stropem s fabionem. Dřevěná kruchta spočívá na dvou litinových sloupech. Předsíň má valenou klenbu, která se stýká s lunetami. Sakristie má plochý strop. Podvěží, ze kterého je přístup do sakristie, má v klenbě placku. Patra věže jsou kryta stropy.

### Vybavení
Hlavní oltář, přenesený do kostela ze zámecké kaple v Postoloprtech, je barokní a portálový. Je na něm obraz sv. Jana Nepomuckého, který je signován „P.V. Roif f.“ a barokní sochy dvou světců-biskupů. Kazatelna pochází ze druhé poloviny 18. století. Soška Panny Marie ve stříňce pochází z konce 18. století. Lavice jsou barokní z první čtvrtiny 18. století.

## Okolí kostela
Kostel obkružuje zeď bývalého hřbitova, poněkud neobvyklé je umístění jednoho z hrobů před západní vstup na něj. Na návsi strojí kamenný kříž na pilířovém podstavci z 19. století.